# Баланс (мультфильм)
Бала́нс (нем. «Balance») — немецкий кукольный мультипликационный фильм Кристофа и Вольфганга Лауэнштайнов 1989 года. Обладатель премии «Оскар» в номинации «лучший анимационный короткометражный фильм».

## Сюжет
На плоской плавающей платформе находятся пятеро человек, одетых в серые пальто. Различить их можно лишь по номерам на спинах — 23, 35, 51, 75, 77. При перемещении по платформе они должны быть осторожны, чтобы сохранять баланс.
В мультфильме показана взаимосвязь людей между собой, их зависимость друг от друга.

## Награды
- 1989 — премия «Deutscher Filmpreis» в Серебряном в номинации «выдающийся короткометражный фильм»[2].
- 26 марта 1990 — премия «Оскар» в номинации «лучший анимационный короткометражный фильм»[2].
- 1990 — «Особое мнение жюри» на международном фестивале короткометражного кино в Клермон-Ферране[2].
- 1990 — награда в номинации «лучший фильм короче 10 минут» на международном фестивале анимационного кино в Оттаве[2].